# Mistrzowie Wielkopolski w piłce nożnej
Mistrzowie Wielkopolski w piłce nożnej – zwycięzcy rozgrywek piłkarskich między wielkopolskimi klubami na najwyższym szczeblu w latach 1910–1947.

## Mistrzostwa Südostdeutscher Fußball Verband
W latach 1910–1914 rozgrywki o mistrzostwo prowadzone były przez Związek Niemiecki – Südostdeutscher Fußball Verband (SOVF). Najpierw wyłaniano mistrza prowincji poznańskiej (niem. Provinz Posen), który następnie w ramach mistrzostw Związku Sud-Ost Deutschland spotykał się z mistrzami: Wrocławia (Breslau), Dolnego Śląska (Provinz Niederschlesien), Górnego Śląska (Oberschlesien), Dolnych Łużyc (Niderlausitz) i Górnych Łużyc (Oberlausitz). W ten sposób wyłoniony mistrz trafiał do dalszych rozgrywek o mistrzostwo Niemiec (Verbandsliga):
| sezon     | klasa rozgrywek          | I miejsce          | II miejsce         | III miejsce |
| --------- | ------------------------ | ------------------ | ------------------ | ----------- |
| 1909/1910 | mistrzostwa SOVF (Posen) | Deutscher SV Posen |                    |             |
| 1910/1911 | mistrzostwa SOVF (Posen) | Deutscher SV Posen |                    |             |
| 1911/1912 | mistrzostwa SOVF (Posen) | Deutscher SV Posen | Britannia Posen    | Union Posen |
| 1912/1913 | mistrzostwa SOVF (Posen) | Britannia Posen    | Deutscher SV Posen | Union Posen |
| 1913/1914 | mistrzostwa SOVF (Posen) | Deutscher SV Posen | Britannia Posen    | Jahn Posen  |

W tym czasie jedyną polską drużyną biorącą udział w niemieckich rozgrywkach była Normania, która w 1913 zmieniła nazwę na KS Posnania.

## Mistrzostwa Związku Polskich Towarzystw Sportowych
W 1913 powstał w Poznaniu "Związek Polskich Towarzystw Sportowych", który w latach 1913–1919 przeprowadził własne mistrzostwa:
| sezon | klasa rozgrywek          | I miejsce    | II miejsce   | III miejsce     | uwagi                                        |
| ----- | ------------------------ | ------------ | ------------ | --------------- | -------------------------------------------- |
| 1913  | mistrzostwa Wielkopolski | Warta Poznań | KS Posnania  | Ostrovia Ostrów |                                              |
| 1914  | mistrzostwa Wielkopolski | Warta Poznań | KS Posnania  |                 | Ostrovia Ostrów nie rozegrała żadnego meczu. |
| 1919  | mistrzostwa Wielkopolski | Unia Poznań  | Warta Poznań | KS Posnania     |                                              |

## Mistrzostwa przeprowadzone przez Poznański ZOPN w ramach PZPN
| sezon | klasa rozgrywek | I miejsce    | II miejsce      | III miejsce    | uwagi                            |
| ----- | --------------- | ------------ | --------------- | -------------- | -------------------------------- |
| 1920  | Klasa A         | Warta Poznań | Unia Poznań     | KS Posnania    | Rozgrywki niedokończone          |
| 1921  | Klasa A         | Warta Poznań | Ostrovia Ostrów | Stella Gniezno |                                  |
| 1922  | Klasa A         | Warta Poznań | Pogoń Poznań    | Sokół Toruń    | od 1923 utworzono Toruński OZPN  |
| 1923  | Klasa A         | Warta Poznań | Pogoń Poznań    | KS Posnania    |                                  |
| 1924  | Klasa A         | Warta Poznań | Unia Poznań     | KS Posnania    |                                  |
| 1925  | Puchar PZPN     | Warta Poznań | KS Posnania     |                | rozgrywki Klasy A nie odbyły się |
| 1926  | Klasa A         | Warta Poznań | Unia Poznań     | Pogoń Poznań   |                                  |

## Mistrzostwa okręgu po utworzeniu Ligi
Po utworzeniu I ligi państwowej w 1927 roku, do której dokooptowano Wartę Poznań (jako jedyny klub z Wielkopolski), mistrza Wielkopolski wyłaniały rozgrywki kl."A", a od sezonu 1936/1937 Liga okręgowa.
| sezon     | klasa rozgrywek | I miejsce    | II miejsce      | III miejsce     | uwagi                                                                          |
| --------- | --------------- | ------------ | --------------- | --------------- | ------------------------------------------------------------------------------ |
| 1927      | Klasa A         | Legia Poznań | KS Posnania     | Pogoń Poznań    |                                                                                |
| 1927      | Liga Okręgowa   | HCP Poznań   | Olimpia Poznań  | Admira Poznań   | Strona internetowa Lechii Kostrzyn jako wicemistrza wymienia Sokoła Kostrzyn.  |
| 1928      | Klasa A         | Pogoń Poznań | Warta Ib Poznań | Legia Poznań    | Inne źródła na drugim miejscu wymieniają Spartę Poznań, a na trzecim Wartę Ib. |
| 1929      | Klasa A         | Legia Poznań | Stella Gniezno  | Warta Ib Poznań |                                                                                |
| 1930      | Klasa A         | Legia Poznań | HCP Poznań      | Ostrovia Ostrów |                                                                                |
| 1931      | Klasa A         | Legia Poznań | Stella Gniezno  | Warta Ib Poznań |                                                                                |
| 1932      | Klasa A         | Legia Poznań | Olimpia Poznań  | Liga Dębiec     |                                                                                |
| 1933      | Klasa A         | Legia Poznań | Liga Dębiec     | Sokół Leszno    |                                                                                |
| 1934      | Klasa A         | Legia Poznań | HCP Poznań      | Polonia Leszno  |                                                                                |
| 1934/1935 | Klasa A         | Legia Poznań | HCP Poznań      | Ostrovia Ostrów |                                                                                |
| 1935/1936 | Klasa A         | HCP Poznań   | Legia Poznań    | Ostrovia Ostrów |                                                                                |
| 1936/1937 | Liga Okręgowa   | HCP Poznań   | Legia Poznań    | KPW Poznań      |                                                                                |
| 1937/1938 | Liga Okręgowa   | Legia Poznań | KPW Poznań      | HCP Poznań      |                                                                                |
| 1938/1939 | Liga Okręgowa   | Legia Poznań | KPW Poznań      | HCP Poznań      |                                                                                |

## Rozgrywki w czasie II wojny światowej
W czasie II wojny światowej odbyły się w Poznaniu polskie mistrzostwa konspiracyjne.
| sezon | klasa rozgrywek      | I miejsce   | II miejsce | III miejsce | uwagi                  |
| ----- | -------------------- | ----------- | ---------- | ----------- | ---------------------- |
| 1940  | mistrzostwa Poznania | Chwaliszewo | Strzelecka | Woźna       |                        |
| 1941  | mistrzostwa Poznania | Dębiec      | Górczyn    | Wilda       | rozgrywki nieukończone |
| 1943  | mistrzostwa Poznania |             |            |             | rozgrywki nieukończone |

W latach II wojny światowej wyłaniano niemieckiego mistrza okręgu Kraju Warty – Meister Der Sportbereichsklasse Wartheland:
| sezon     | klasa rozgrywek | I miejsce                        | II miejsce               | III miejsce            |
| --------- | --------------- | -------------------------------- | ------------------------ | ---------------------- |
| 1940/1941 | Klasa ?         | Luftwaffen SV Posen              |                          |                        |
| 1941/1942 | Klasa ?         | SG Ordnungspolizei Litzmannstadt | Deutscher SV Posen       |                        |
| 1942/1943 | Klasa ?         | BSG DWM Posen                    | SG Ordnungspolizei Posen | Union 97 Litzmannstadt |
| 1943/1944 | Klasa ?         | BSG DWM Posen                    | SG Ordnungspolizei Posen | SG Kalisch             |

## Rozgrywki okręgowe po zakończeniu II wojny światowej
Po II wojnie światowej rozgrywki wznowiono w kl. "A":
| sezon     | klasa rozgrywek | I miejsce    | II miejsce      | III miejsce     |
| --------- | --------------- | ------------ | --------------- | --------------- |
| 1945/1946 | Klasa A         | Warta Poznań | KKS Poznań      | Ostrovia Ostrów |
| 1946/1947 | Klasa A         | HCP Poznań   | Ostrovia Ostrów | San Poznań      |

Jesienią 1946 Warta Poznań i KKS Poznań rozpoczęły rywalizację w mistrzostwach klasy A, ale mecze tych drużyn zostały anulowane, gdyż od początku roku 1947 oba kluby uczestniczyły w rozgrywkach centralnych o wejście do Ligi.